# Kontrakultura 60. let

Hlavní symbol kontrakultury 60. let – symbol mírového hnutí

Kontrakultura 60. let (v období mezi lety 1963–1974) (anglicky Counterculture) byla druhem kultury, která vznikla na základech dřívější kontrakultury, která se objevila ve Spojených státech amerických a Spojeném království a rozvinula se v západním světě v 60. až 70. letech 20. století.
Termín „kontrakultura“ je možné chápat v intencích protestních hnutí 60. let jako označení pro příslušníky sociální skupiny bojující přímo či nepřímo proti establishmentu (pojem popisující negativně chápané neokonzervativní nebo neoliberálně-tržní vládnoucí třídy společnosti a její struktury; propojení soukromého a státního sektoru) a zároveň jako vytváření vlastní alternativní kultury. Termín counterculture zavedl poprvé autor a žurnalista Theodor Roszak v roce 1968.
Hnutí se revolucionizovalo během intervence Spojených států ve Vietnamu. Od tohoto okamžiku se angažovalo i v afroamerickém hnutí za občanská práva. V 60. letech vyvíjelo významné aktivity na jihu USA, kterých se zúčastnili i studenti a aktivisté ze severu.
Existují některé faktory, které odlišují tuto kulturu od hnutí oficiální opozice předešlé éry. Poválečný „baby boom“(populační exploze) měl za následek bezprecedentní počty mladých, kteří byli ovlivněni hnutím změny směrování Spojených států a ostatních demokratických společností. Mezi lety 1950–1960 vzrostla populace až na 179 milionů občanů. S postupem 60. let stoupalo napětí ve společnosti, které mělo tendenci probíhat napříč generačními liniemi zajímajícími se o válku ve Vietnamu, rasové vztahy, lidskou sexualitu, práva žen, tradiční způsoby autorit, experimenty s psychoaktivními drogami, což způsobovalo změny v interpretaci „amerického snu“.
Vynořily se nové kulturní formy včetně pop-music, objevil se fenomén Beatles a kultura hippie, což vedlo k rychlé revoluci mladé kultury, která zdůrazňovala potřebu změny a experimentů. Mnozí autoři a skladatelé, včetně Beatles, přišli do kontaktu s hnutím counterculture. V širším smyslu, kontrakultura 60. let vyrostla díky problémům, které posloužily jako katalyzátor výjimečně rychlých změn během této éry.
Podnětem ke skutečnému začátku éry kontrakultury se stalo zavraždění prezidenta Johna F. Kennedyho. Za její konec je považováno ukončení válečných aktivit proti komunistickým zemím v jihovýchodní Asii a rezignace zdiskreditovaného prezidenta Richarda Nixona v srpnu 1974. Kontrakultura 60. let zrodila mnohá významná hnutí, která přetrvala delší dobu. Celé hnutí bylo nazýváno také jako culture war – „kulturní válka“, zejména na východ od berlínské zdi tehdejší politickou propagandou.

## Kontrakultura 60. let ve Spojených státech

### Sociologické pozadí hnutí
Růst širokého hnutí kontrakultury 60. let nastartovalo vícero nahromaděných sociálních problémů. Jeden proud z vlivných mírových a nenásilných hnutí v USA řešil ústavní práva občanů ve vztahu k protiprávnosti, speciálně vzhledem k rasové segregaci, přetrvávajícího bezpráví na černých na jihu Spojených států, kterého se dopouštěla bílá většina a rasovou diskriminaci na trhu práce na severu. Studentští aktivisté bojovali na území vysokoškolských kampusů a občanští organizátoři usilovali o založení programů na potlačení bídy a chudoby, zejména ve vnitřních čtvrtích amerických měst.
Environmentalismus vznikl z velkého nepochopení škod způsobených industrializací, používáním pesticidů a na druhé straně z dobře míněného úmyslu zlepšit kvalitu života rapidně rostoucí populace. Klíčová role sehrála v tomto hnutí Rachel Carsonová a další osobnosti.
Potřebu chránit práva žen, gayů, invalidy a jiných opomíjených sociálních skupin uvedli do popředí zájmu mladí lidé, kteří si přáli vytvořit přátelštější a tolerantnější sociální prostředí.
Sexuální revoluce započala rovněž v generacích, které dospívaly v 60. letech. Vznikl u nich požadavek kontroly porodnosti vzhledem k větší svobodě v sexu a odporu vůči tradičnímu manželství. Na účet této změny názorů lze přičíst zvýšený počet dětí narozených mimo manželství z 5 % na 25 % u bílých a z 25 % na 66 % u Afroameričanů, jejichž generace nastoupila v 90. letech 20. století.
Sexuální revoluce obsahovala i uvědomění si sexuálních rolí, akceptování homosexuality a občanských práv jinak orientovaných. Jádro sexuální emancipace však spočívalo v otázce, proč je sex důležitý a v odstranění pokryteckého vztahu vůči němu.

### Vliv války ve Vietnamu

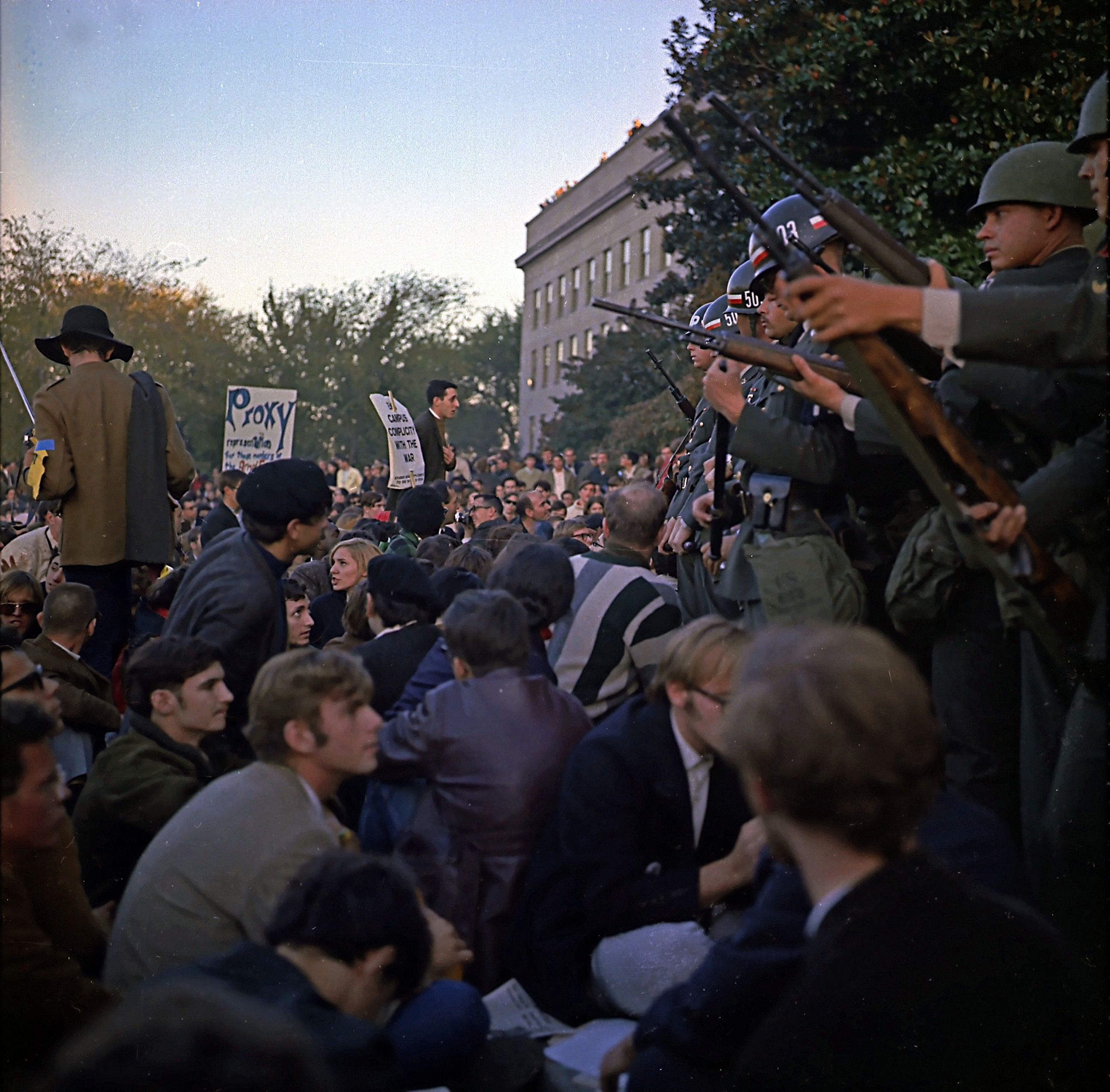
Protest proti válce ve Vietnamu před Pentagonem, říjen 1967

Protahující se válka ve Vietnamu rozdělila občany USA na příznivce války a na její odpůrce. Stala se nejdůležitějším faktorem přispívajícím k vzestupu širokého hnutí kontrakultury. Protiválečné názory však neměla pouze mládež. Velké protiválečné protesty uskutečněné tisíci většinou mladých lidí ve všech velkých amerických městech však úspěšně spojily miliony občanů proti válce a proti válečné politice, která převažovala během trvání pěti Kongresů a dvou prezidentských úřadů. Pravicová opozice vůči mírovému hnutí, která měla místo v oficiální politice i v neoficiálních skupinách, nazývala mírové aktivisty „vietniky“. Slovní koncovka „-nik“ měla naznačit ruský nebo komunistický vliv spojovaný s protiválečnými demonstranty.

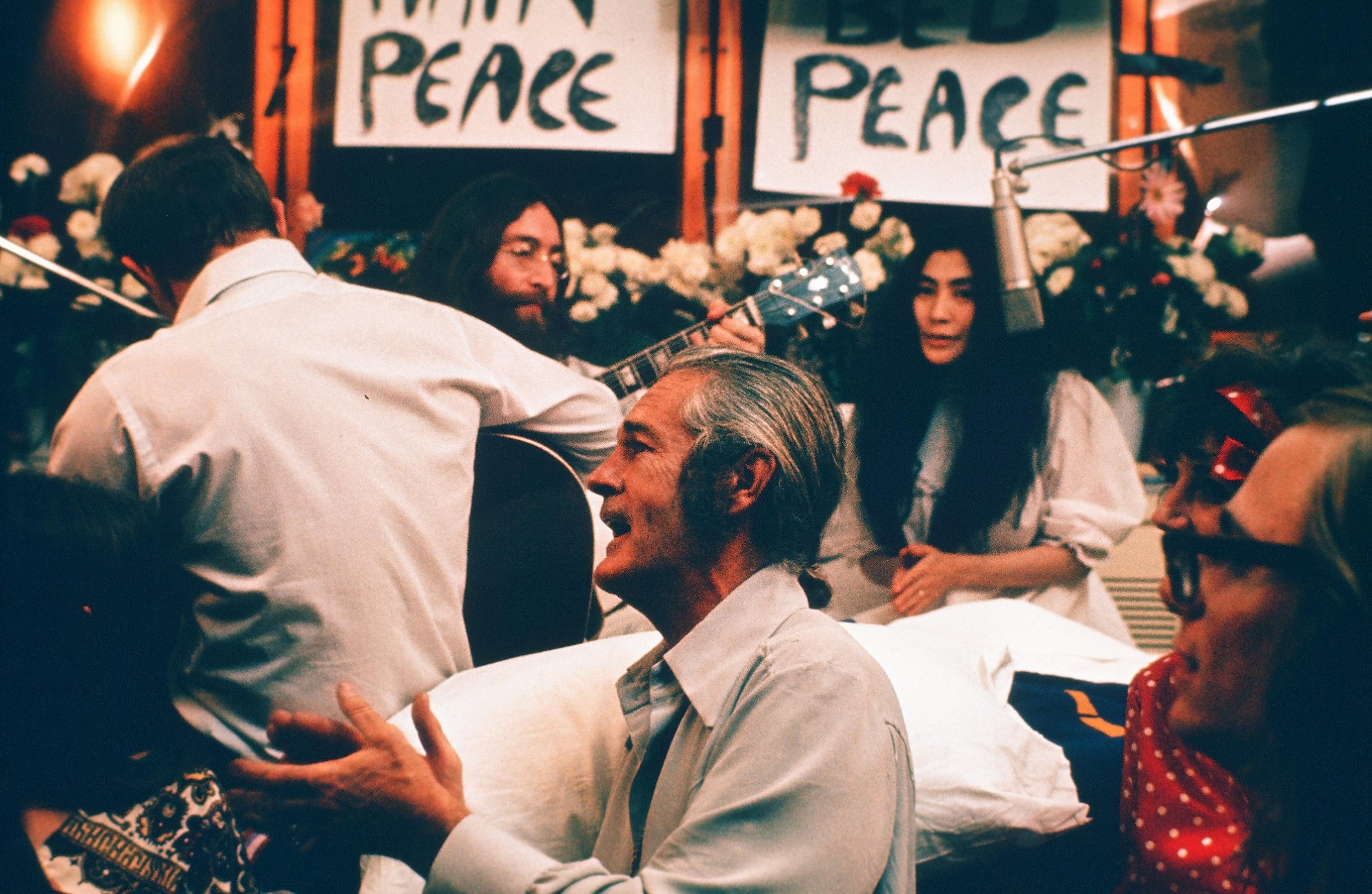
Nahrávání protestsongu Give Peace a Chance v roce 1969 – John Lennon a Yoko Ono, Timothy Leary a Rosemary Leary, Judy Marcioni, Paul Williams

První větší protest se konal 1. října 1960 v Bostonu v Massachusetts. Organizoval ho „Výbor pro rozumnou atomovou politiku“ v čele s Erichem Frommem, guvernérem Michiganu G. Mennenem Williamsem a Stevem Allenem po boku s folkovými zpěváky Joan Baezovou a Petem Seegerem. Následně se každý rok konalo množství demonstrací až do 20. ledna 1973, když vešly v platnost Pařížské dohody, ukončující vietnamskou válku.
Další opoziční hnutí proti válce ve Vietnamu pokračovalo v 1964 v amerických kampusech. Studentský aktivismus se stal dominantním chováním generace „baby-boomu“ a přenesl se z nich na další demografické skupiny - střední a vyšší třídu, chudinu, dělníky a registrované menšiny. Knihy hnutí counterculture, například MacBird Barbary Garsonové a nová hudba hnutí povzbuzovaly ducha nonkonformizmu a opozice vůči vládnoucí elitě.
Od roku 1968, což byl rok po všeobecné březnové mobilizaci, až do všeobecné březnové manifestace National Mobilization Committee a konce války ve Vietnamu v roce 1974 probíhal široký občanský protest, který měl podstatný vliv na ukončení této války.

### Politika

#### Hnutí za občanská práva

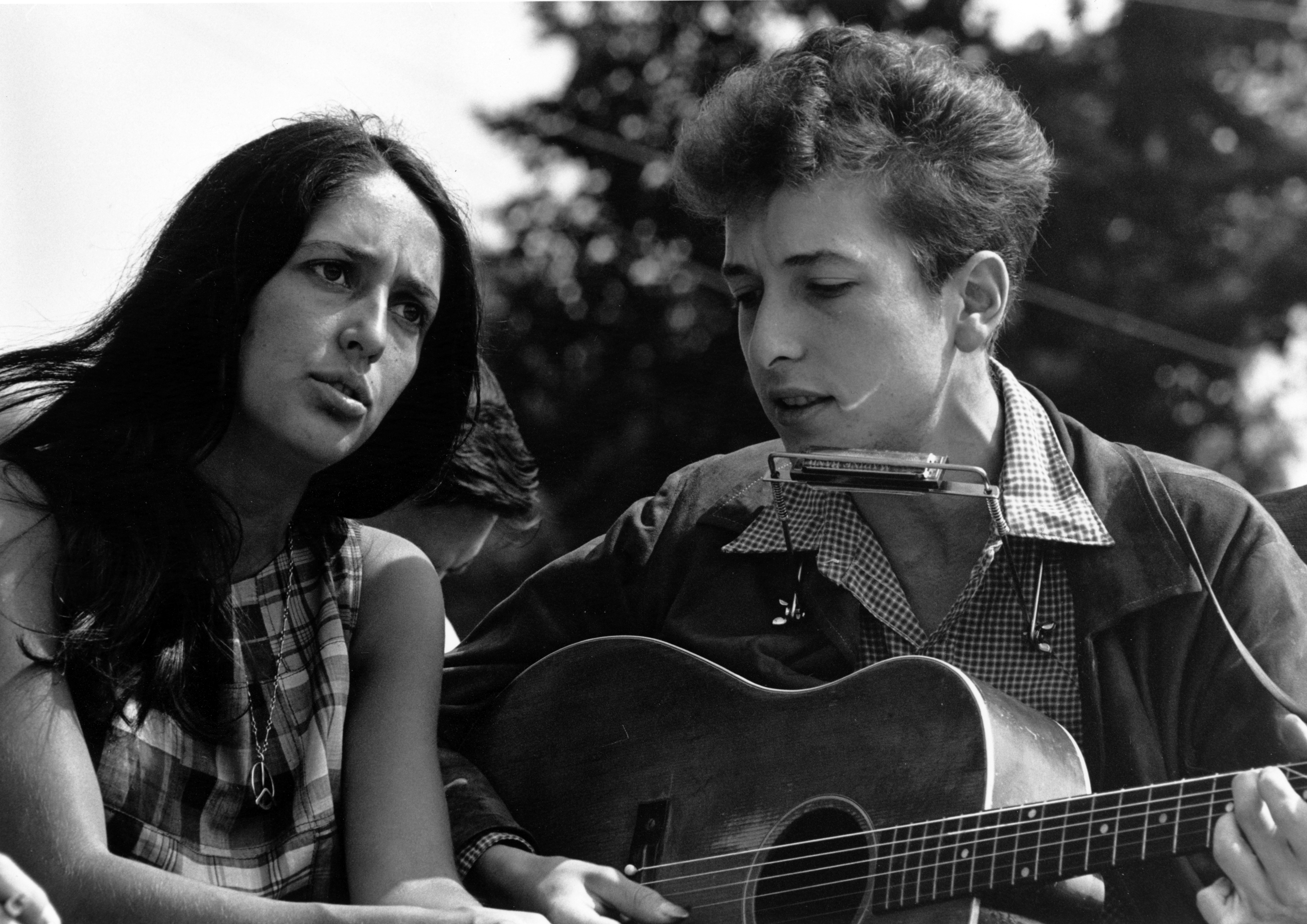
Joan Baezová a Bob Dylan během pochodu za občanská práva ve Washingtonu, 28. srpna 1963

Afroamerické hnutí za občanská práva, které vedl Martin Luther King bylo ve Spojených státech klíčovým prvkem širokého hnutí kontrakultury. Uplatňovalo požadavek nenásilí a zabezpečení rovných práv uvedených v ústavě Spojených států pro všechny občany. Několik států federace nezákonně odmítalo řadu ústavních práv vztahujících se na Afroameričany. V roce 1955 zahájil King bojkot segregované dopravy v Montgomery, čímž začalo nenásilné hnutí za občanská práva. Po nástupu Lyndona B. Johnsona do úřadu prezidenta v 1964 byl odhlasován nový ústavní zákon Civil Rights Act of 1964, který uzákonil zrušení segregace Afroameričanů ve školství, pracovních příležitostech, dopravě a ostatních veřejných službách.
Strana černých panterů byla silovou složkou černošského hnutí, která disponovala ozbrojenými skupinami sestávajícími z extremistického křídla politického spektra hnutí. Mnozí chodili viditelně ozbrojení, měli znaky příslušnosti k hnutí (černý baret, odznaky), často se dostávali do ozbrojených konfliktů s americkou policií. Původně sloužili jako domobrana v černošských čtvrtích, později se více zaměřili na politický a sociální aktivismus. Zakladateli strany byli Bobby Seale a Huey P. Newton.
Black Power bylo hnutí za ústavní práva afroamerického etnika, ale bez militantní složky. Jeho členy byli i sportovci, kteří získali na Letních olympijských hrách 1968 medaile, které jim však byly odebrány kvůli veřejné prezentaci jejich příslušnosti k tomuto hnutí. V rámci sebeuvědomovacího procesu a boje za práva barevné menšiny vznikla kromě vlivné černošské organizace Black Power také její umělecká odnož Black Arts movement (BAM). BAM bylo aktivní v letech 1965–1975 oficiálně jako umělecké sdružení, ale bylo do velké míry prostoupené ideologickými tématy a hlavně bojem za rovnoprávnost černých občanů. Jeho aktivisty byly prakticky všechny slavné černošské osobnosti hudby a dalších uměleckých žánrů. V literatuře známý Everett LeRoi James byl básníkem Beat generation, ale přestoupil na islám a začal bojovat v emancipačním hnutí BAM pod jménem Amiri Baraka .
V březnu 1960 založili barevní studenti na North Carolina University organizaci SNCC (Student Nonviolent Coordinating Committee), která organizovala protesty studentů na jihu USA.

#### Hnutí za svobodu slova

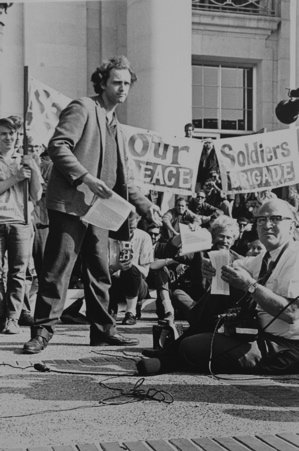
Protest studentů na univerzitě Berkeley v roce 1966. Levicový aktivista Mario Savio rozdává materiály, které univerzita zakázala distribuovat na své půdě

Většina hnutí kontrakultury vznikla v studentských kampusech. Hnutí za svobodu slova v roce 1964 na Kalifornské univerzitě v Berkeley, které mělo své kořeny v „Hnutí za občanská práva amerického jihu“, bylo jedním z prvních. V Berkeley se začala skupina studentů identifikovat jako názorové seskupení, které je ve sporu s vedením a praktikami univerzity a tím i s jejími sponzory. Jiní vzbouřenečtí mladí lidé, kteří nebyli studenty, také přispěli k nárůstu hnutí. Studenti demonstrovali požadavky na svobodu slova, na dodržování akademických svobod a proti verbování vojáků na akademické půdě univerzity a kampusu.

#### Nová levice
„Nová levice“ je obecný název používaný v různých zemích k popisu levicových hnutí, která vznikala v 60. a 70. letech 20. století. Tyto se lišily od starších levicových hnutí, více orientovaných na dělnické hnutí tím, že adoptovaly společenský aktivismus. „Americká Nová levice“ je spojována s masovými protesty v kampusech univerzit a radikálními levicovými hnutími, jako např. Weatherman.
Britská „Nová levice“ bylo hnutí vedené intelektuály, které korigovalo chyby „Staré levice“ (především marxismus-leninismus a sociální demokracii) v období po druhé světové válce . Nová levice byla složena z pedagogů, agitátorů a dalších, kteří se snažili realizovat v širokém spektru reforem v oblasti práv sexuálních menšin, interrupcí, genderových témat, halucinogenů. Vznikla na půdě univerzit, festivalů, komun nebo během protestů v ulicích a šířila se přes alternativní tisková média v USA, NSR, Itálii, Velké Británii a zejména v časopise New Left Review (zpopularizoval frankfurtskou školu, filozofii Gramsciho či Althussera).

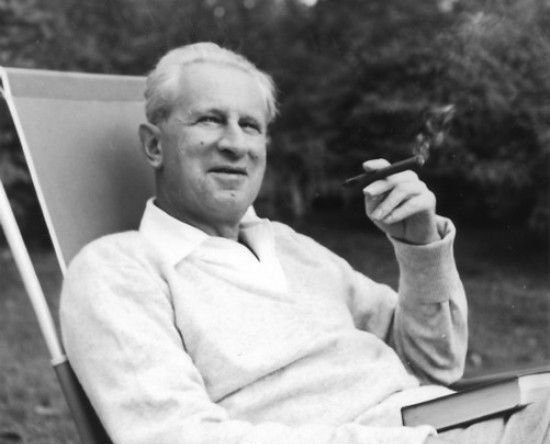
Herbert Marcuse v Newtonu (Massachusetts), 1955

Hnutí začala upadat v 70. letech následkem rozpadu členských základen.
Jedním z ideologických vůdců německých i světových levicových studentů byl Herbert Marcuse propojený s „Frankfurtskou školou kritické teorie“. Byl to vlivný libertarián a socialistický myslitel činný ve studentském hnutí v západním Německu a neomarxistický filozof „Nové levice“.
Vznik „Nové levice“ v 50. a 60. letech 20. stol. vedl k oživení zájmu o libertariánský socialismus. Kritický postoj „Nových levičáků“ vůči „Starým levičákům“ a jejich autoritářství byla spojena se silným zájmem o osobní svobodu a autonomii i pod vlivem myšlenek Cornelia Castoriadise a vedla ke znovuobjevení starších socialistických tradic, například levého komunismu.
Nová levice také vedla k obnovení anarchismu. Časopisy jako Radical America a Black Mask in America, Solidarity, Big Flame, Democracy & Nature, následovaný The International Journal of Inclusive Democracy ve Spojeném království, prezentovaly řadu levých libertariánských idejí nové generace. Z toho vznikly pojmy jako sociální ekologie, autonomismus a současná ekonomická participace, (parecon), a Inkluzivní demokracie (angl. Inclusive Democracy).

#### Protiatomové hnutí

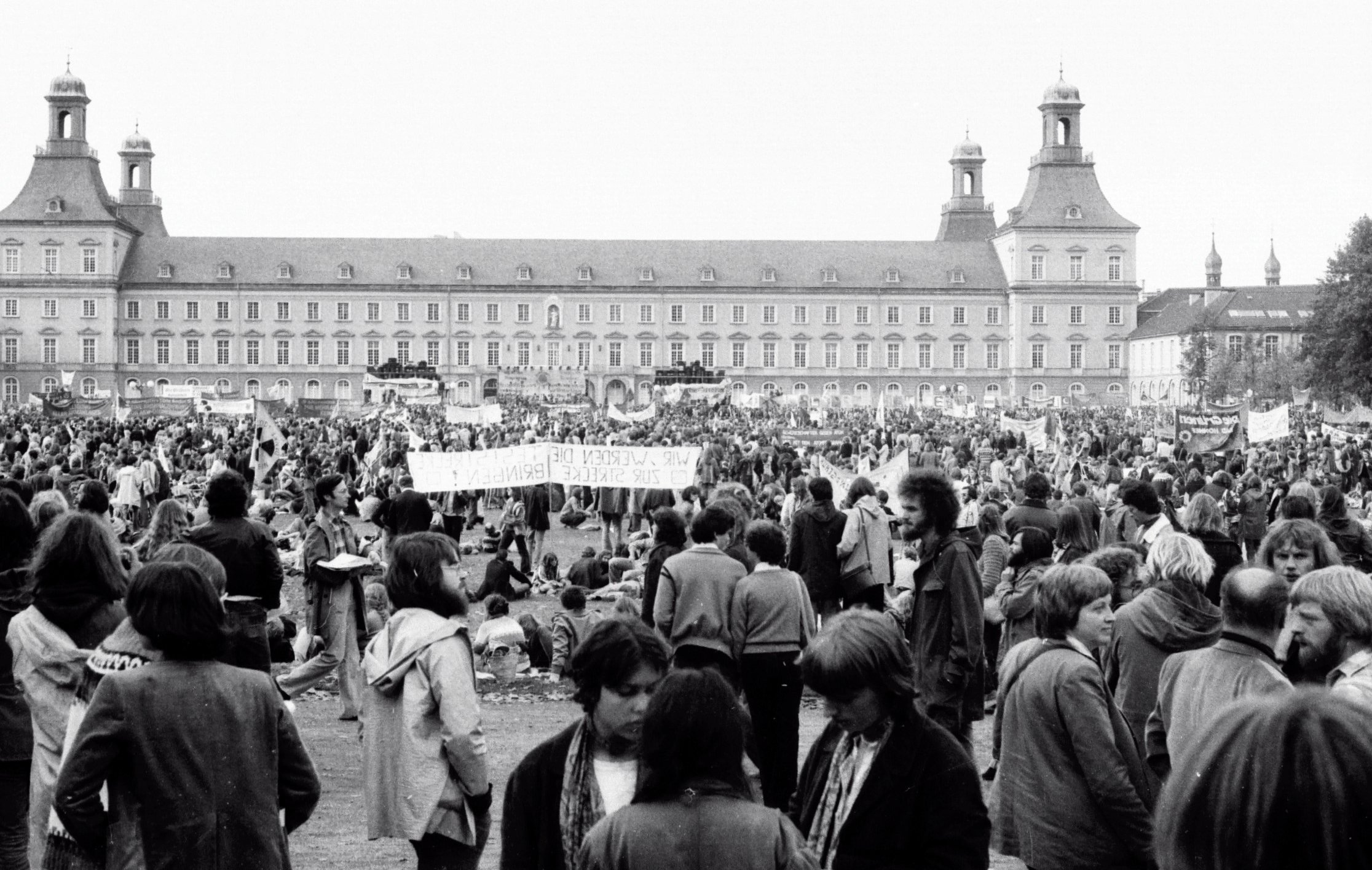
Protest proti jaderné válce v Bonnu se 120 tisíci účastníky, Bonner Hofgarten 14. října 1979

Hnutí counterculture projevovalo nedůvěru vůči využívání jaderné techniky, jednak jako zdroje energie a jednak jako vojenské zbraně. Už od roku 1945, od zničení Hirošimy, diplomacie debatovala o bombardování jadernými zbraněmi. Od roku 1954 Spojené státy prováděly intenzivní jaderné testy, například v Pacifiku a v pouštních oblastech USA. V roce 1961, na vrcholu Studené války, okolo 50 000 žen z Women Strike for Peace uskutečnilo společný pochod přes 60 měst USA, aby demonstrovalo proti používání nukleárních zbraní. V roce 1963 řada zemí ratifikovala dohodu Partial Test Ban Treaty, která zakazovala testování jaderných zbraní v atmosféře.
V roce 1958, na Trafalgar Square v Londýně demonstrovalo 60 000 až 100 000 protestujících studentů, pacifistů a občanů Británie za zákaz vodíkové bomby („Ban the Bomb“).
V západním Německu vznikl protest proti výstavbě nové jaderné elektrárny ve Wyhlu. Projekt byl zrušen v 1975 a tento úspěch inspiroval opozici i v jiných zemích Evropy a Severní Ameriky.

#### Hnutí za práva žen
Úloha žen jako domácích hospodyněk v industriální společnosti dostala výzvu v roce 1963, kdy americká feministka Betty Friedan zveřejnila knihu The Feminine Mystique, čímž dala podnět hnutí žen a ovlivnila vznik toho, co mnozí nazývali „Druhá vlna feminismu“. Jiné aktivistky, například Gloria Steinemová a Angela Davisová, ovlivnily mnohé z mladých generací žen. Pro National Organisation of Women měla výrazný význam procedura v Kongresu kolem odhlasování Civil Rights Act of 1964, v níž se ženské hnutí silně aktivizovalo. Feminismus získal bývalou sílu díky protestnímu hnutí v pozdních 60. letech, kdy ženy v hnutích jako Students for a Democratic Society rebelovaly vůči „podpůrné“ roli, kterou jim přisoudila muži vedená „Nová levice“. V 70. letech se rozšířil pamflet Women and Their Bodies, v roce 1971 vydaný jako kniha Our Bodies, Ourselves. Toto dílo mělo výjimečný vliv na rozvoj feminismu.

## Kontrakultura 60. let v Evropě

### Francie
Kontrakultura 60. let byla i hnutím západní Evropy, s centry v Londýně, Amsterodamu, Římě a Západním Berlíně. Soupeřila se sesterským hnutím v USA s centry v San Franciscu a New Yorku. Ve střední Evropě znali mladí lidé píseň San Francisco od Scotta McKenzieho jako hymnu svobody, tato píseň byla hrána během pražského jara 1968 až do okupace vojsky Varšavské smlouvy.
„Provo“ bylo původně nizozemské subkulturní hnutí vzniklé v polovině 60. let a zaměřené na vyprovokování násilných odpovědí vládních elit, přičemž se používala technika nenásilných protestů jako návnady. Jednou z těchto manifestací byla francouzská generální stávka v Paříži v květnu 1968, která téměř vedl k pádu francouzské vlády.
Jeho počátek byl na akademické půdě Pařížské univerzity. První incident se odehrál na fakultě v Nanterre na počátku roku 1968 a byl iniciován krajní levicí. Dne 22. března 1968 vzniklo hnutí Mouvement du 22 mars vedené Danielem Cohn-Benditem. Množství incidentů vedlo k uzavření fakulty dne 2. května 1968. Agitace hnutí se přenesla do Paříže. Tento proces vyvrcholil 3. května, kdy policie provedla násilný zásah proti mítinku studentů na dvoře Sorbonny. Výsledkem bylo 500 zatčených, což vyvolalo bezprostřední solidární reakci studentstva. Revolta začala v ulici Rue du Quartier latin. Vzbouřenci vytvořili barikády a použili Molotovovy koktejly, policie zase slzný plyn. Hnutí živené i odbory studentů v čele se Jacquesem Sauvageotem se rozšířilo na lycea, které zformovaly "Lycejní akční řady". Vzpoura kulminovala v noci z 10. na 11. května boji v ulicích a na barikádách, které přinesly stovky zraněných. Studenti vzbudili sympatie veřejnosti a následovala stávka francouzských odborářů 13. května 1968, kteří protestovali proti policejní brutalitě. Vznikla vlna spontánních stávek, která vyvolala společenskou krizi.

### Západní Německo
V západním Německu se rozvinulo německé studentské hnutí 60. let (68er-Bewegung), přičemž jeho nejvýraznější postavou se stal Rudi Dutschke, na kterého pravicový radikál v roce 1968 spáchal atentát, který však Dutschke s vážnými následky přežil. „Kommune 1“ nebo „K1“ byla první politicky motivovaná komuna v západním Německu. Byla založena 12. ledna 1967 v Západním Berlíně, a rozpuštěna v listopadu 1969. Během své existence byla K1 nechvalně známá svými bizarními akcemi, které se pohybovaly mezi satirou a provokací. Tyto akce posloužily jako inspirace pro hnutí „Sponti“ a další levicové skupiny.
Na konci léta 1968 se Komuna 1 přemístila do opuštěné továrny na Stefanstraße s cílem změnit orientaci. Tuto druhou fázi K1 charakterizoval sex, hudba a drogy. Komunu začali neočekávaně navštěvovat zájemci z celého světa, například Jimi Hendrix, který se objevil jednoho rána v ložnici komuny.

### Spojené království
Undergroundové hnutí bylo součástí kontrakultury ve Spojeném království napojené na undergroundovou kulturu v USA a asociované s fenoménem hippies. Toto hnutí mělo sídlo v okolí Ladbroke Grove a Notting Hill v Londýně. Zakládalo vlastní obchody a noviny, skupiny, kluby a alternativní životní styl, typickým bylo užívání marihuany a LSD spojené se silnou socio-politickou agendou, s cílem vytvořit alternativní společnost.
K undergroundové kultuře patřil časopis Oz, politicko-satirický humorný časopis, vydávaný mezi 1963–1969 v Sydney. Jeho další inkarnace se konala v Londýně mezi 1967–1973 jako psychedelicko-hippiovský časopis. Oz se jako undergroundová tiskovina stal subjektem dvou slavných soudních procesů proti obscénnosti, jednoho v Austrálii roku 1964 a druhého v Anglii v roce 1971.
Část undergroundové scény se v některých evropských zemích výrazně politicky zradikalizovala, což vedlo ke vzniku několika extremistických až teroristických skupin jako Frakce Rudé armády či Hnutí 2. června v západním Německu, nebo Rudé brigády v Itálii.

## Životní styl kontrakultury 60. let
Komuny, kolektivy a mezinárodní komunity dosáhly popularitu právě během této éry. První komunity, například Hog Farm v USA a Findhorn v Evropě byly vytvořeny jako upřímné agrární pokusy o návrat k přírodě a krajině a životu osvobozenému od rušivých vnějších vlivů. Tak jak vývoj pokračoval, mnozí lidé zakládali a zalidňovali nové komunity jako odpověď na nejen deziluzi ze standardních obcí, ale i na nespokojenost s určitými prvky counterculture samotné. Některé ze samorozpočtových komunit byly místem vzniku a propagace mezinárodního hnutí „Green Movement“.
Vznik zájmu o rozšiřování vědomí, jógu, okultní praktiky a rozšiřování lidského potenciálu pomohl změnit názory na organizované náboženství právě během této éry. V roce 1957 podle průzkumů Gallupova ústavu 69 % občanů uvedlo, že náboženství má stoupající vliv. V pozdních 60. letech výzkumy indikovaly více než 20% posílení tohoto názoru.
Generation Gap, („Generační propast“), jinak řečeno nezbytná potřeba rozdělovat staré a mladé, nebyla nikdy silnější než během counterculture. Velká míra generační propasti v 60. letech až pozdních 70. letech se projevovala v rychlé změně módy, účesových trendech, které adoptovala mladá generace, což bylo často nepochopeno a zesměšňováno staršími. K nové módě patřily dlouhé vlasy u mužů, Afrocopánky, odhalující oblékání u žen a hlavně psychedelické oblečení a šperky a znaky krátce žijící kultury hippies (hippies sami sebe nazývali Freaks nebo Heads). Uniformou této generace se stalo pohodlné oblečení skládající se z modrých džínsů, triček s nápisy a znaky, ruční výroba oblečení batikováním a tvorbou nápisů. Tento módní styl zanikl s novou érou ve stylu Disco a Punk Rocku v pozdějších 70. letech, ale globální popularita triček a džínsů stále pokračuje.
Centrem dění v hnutí hippies byl městský distrikt Haight-Ashbury v San Francisku. Západní pobřeží jako první zrodilo novou kulturu svobody. Jeho obyvateli byli nejdříve Afroameričané, později přišli v 60. letech hippies. Do tohoto centra směřovaly v 1967 kroky mládeže, aby zde zažili léto lásky jako „děti květin“. V Haigh-Ashbury vystupovali Grateful Dead, Janis Joplin, Jimi Hendrix a kapela Jefferson Airplane. Zde se zformovaly základní filozofické pilíře hnutí hippies. Mysticismus, alternativní náboženství, meditování, užívání psychoaktivních látek a volná láska se staly výraznými znaky jejich životního stylu.

### Drogy a kontrakultura
V západním světě bylo do vzniku hnutí kontrakultury užívání drog podrobeno zákonným restrikcím. Anti-establishment však začal užívat v souvislosti s nabýváním poznatků o východních náboženstvích a kulturách rekreační drogy, ke kterým patřila hlavně marihuana. Psychoaktivní drogy se tak nepochybně podílely na celkové dynamice rozvoje subkulturních hnutí a jejich tezí. Marihuana byla nejrozšířenější v kampusech, její užívání se však dělo v undergroundu.
Nejvýrazněji se podepsalo pod rozvoj drogových praktik subkultury LSD, které vzniklo poprvé v laboratořích firmy Sandoz a v 60. letech se stalo předmětem výzkumu CIA.. Na Harvardu následně vznikl výzkumný tým, který zkoumal účinky LSD na dobrovolnících z řad vyučujících (Alan Watts) a studentů. Ve výzkumném týmu byli i Timothy Leary a Richard Alpert (překřtěný buddhista Ram Dass), kteří využívali jako pokusné osoby studenty a vězně.
Kromě státního projektu výzkumu si prováděly soukromý výzkum i osoby z akademických kruhů, například Timothy Leary Owsley Stanley Aldous Huxley nebo Terence McKenna.

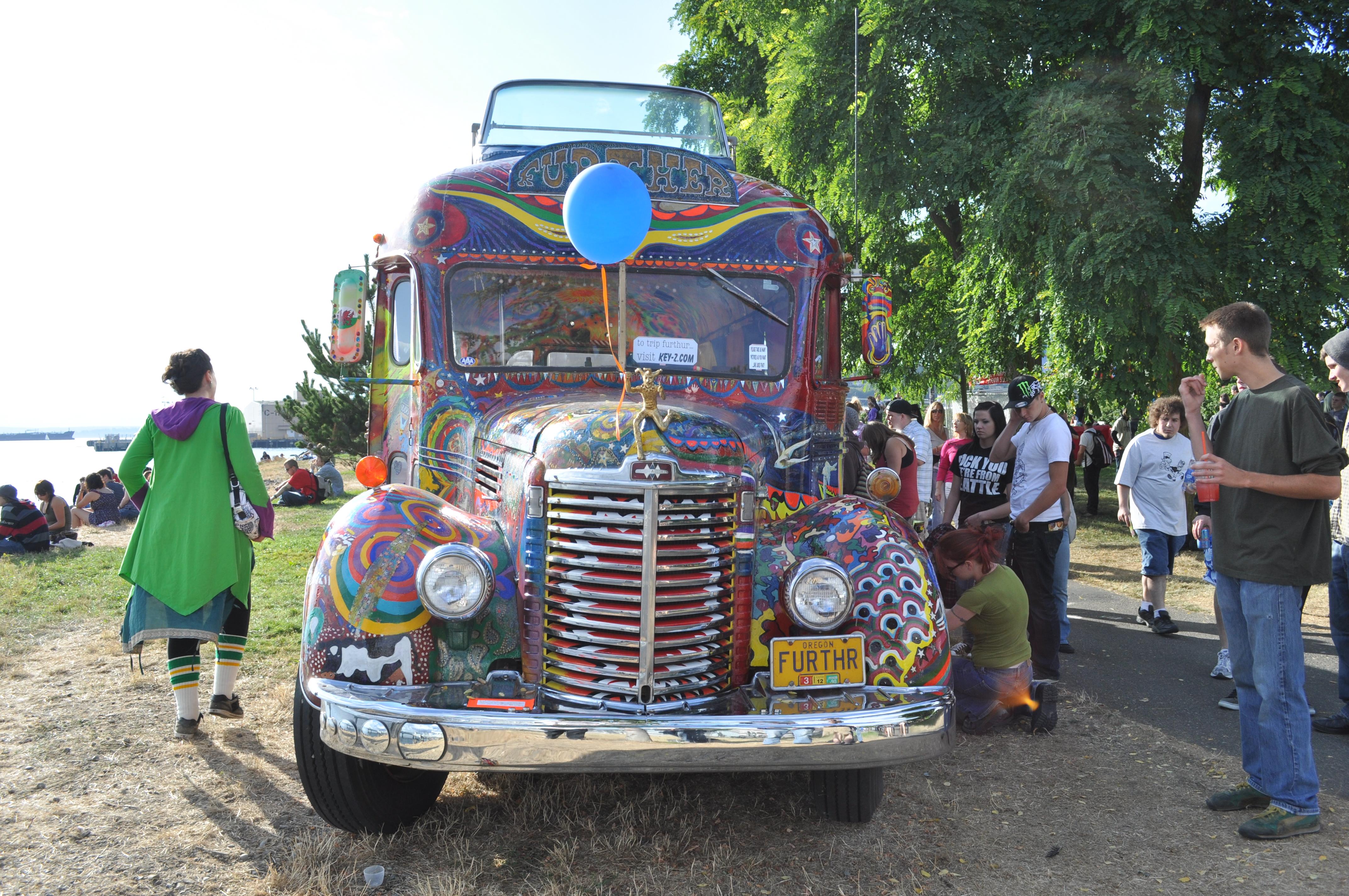
Autobus "Furthur" na cestě po Státech

Vytvořily se i laické skupiny uživatelů a experimentátorů s psychedeliky, například skupina Merry Pranksters vytvořená kolem spisovatele Kena Keseyho. Kesey a Merry Pranksters pomáhali dotvořit charakter subkultury 60. let, když v létě 1964 odstartovali cestu napříč Spojenými státy v psychedelickém školním autobuse s názvem "Furthur". V roce 1959 se stal Kesey dobrovolníkem v medicínském výzkumu financovaném CIA, který se nazýval „MK Ultra project“. Tyto pokusy testovaly účinky LSD, psilocybinu, meskalinu a jiných psychedelik. Po testech pokračoval Kesey v experimentech sám a přemluvil k účasti řadu svých přátel. Takto vznikl kolektiv Merry Pranksters. Pranksters navštěvovali Timothy Learyho v Millbrooku ve státě New York, kde se experimentovalo hlavně s LSD za účelem rozšiřování vědomí a růstu osobnosti.
Pranksters tvořili přímou spojnici mezi Beat generation a psychedelickou scénou 60. let. Autobus řídila beatnická ikona Neal Cassady, nějaký čas byl na palubě také beatnický básník Allen Ginsberg. Navštívili i Cassadyho přítele, spisovatele Jacka Kerouaca, který však odmítl účast v Pranksters. Poté, co se vrátili do Kalifornie, zpopularizovali používání LSD během tzv. „Acid-Tests“, což byly párty spojené s užíváním LSD), a které se původně konaly v Keseyho domě v La Honda v Kalifornii, a později na mnoha dalších místech západního pobřeží.
Drogovou scénu dokreslovalo užívání psychedelik na přírodní bázi z Mexika a střední Ameriky. Byly to Peyote, který obsahoval alkaloid meskalin vyráběný ze šťávy kaktusu druhu Lophophora, psychoaktivní houby s obsahem psilocybinu, MDA, marihuana. Hudební publicista Jim DeRogatis napsal, že Peyote byl k dostání v Austinu ve státě Texas už mnohem dříve, než vypukla kontrakultura 60. let, před rokem 1961.